# 白头船鸭
白头船鸭（学名：Tachyeres leucocephalus），是雁形目鸭科的一种鸟类。

## 特征
白头船鸭体重约3013克，翼长约275毫米，嘴峰长约61.5毫米，喙宽度约27.4毫米，喙厚度约22.5毫米，跗蹠长约63毫米，尾长约165毫米。白头船鸭是部分迁徙的鸟类，其栖息在开放的海滩、河口等沿海水域，食性为肉食性，主要食物来源是水生动物。

## 分布
阿根廷南部（丘布特省南岸）。